# Le Confort intellectuel
 (décembre 2018).
Si vous disposez d'ouvrages ou d'articles de référence ou si vous connaissez des sites web de qualité traitant du thème abordé ici, merci de compléter l'article en donnant les références utiles à sa vérifiabilité et en les liant à la section « Notes et références ».

Le Confort intellectuel est un essai de Marcel Aymé paru en 1949 chez Flammarion, paru en prépublication dans la revue La Table ronde.
Marcel Aymé a publié plusieurs essais de 1938 à 1963 : Silhouette du Scandale (1938, ouvrage de commande), Le Trou de la Serrure (éditions du Palimugre, 1946), Sur une Légende (L'Herne, 1963, témoignage sur Céline). Le Confort intellectuel apparaît dans cet ensemble comme le texte le plus ambitieux et sans doute le plus personnel. 
La propension à inclure des analyses relativement indépendantes de l'intrigue, à prendre un point de vue latéral à la narration, existe dans Aller-Retour en 1927 (passage sur l'avare) comme dans des pages d'Uranus sur l'éducation. Marcel Aymé semble bien, par ce moyen comme par son abondante production d'articles des années trente à 1940, avoir nourri une ambition d'être non seulement romancier, et conteur, mais aussi intellectuel. Ces incursions, traduites par sa signature en 1935 du Manifeste pour la Défense de l'Occident, et les déboires consécutifs, n'allèrent pas sans embûches. 
Le Confort intellectuel s'inscrit dans ce contexte : Aymé s'exprime en recourant très peu au couvert de la fiction, sans toutefois renoncer à une trame narrative qui facilite la distanciation. Faisant suite à deux romans importants rédigés après guerre, l'essai débute sur l'évocation de l'épuration, que Marcel Aymé avait ressentie à travers un blâme sans affichage du comité national des écrivains. L'essai, qui emprunte à une forme dialoguée pratiquée par Diderot, repose sur la conversation entre un écrivain qui s'est mis au vert pour se faire oublier après l'Occupation, et M. Lepage, conservateur mi éclairé, mi misanthrope : deux porte-paroles possibles de l'auteur, comme Archambaud et Watrin dans Uranus en 1948.
Le fond de l'ouvrage se situe entre La Trahison des Clercs et la Littérature à l'Estomac - voire L'Opium des Intellectuels ; avec, malgré l'anachronisme, une tonalité évoquant la critique de la société du spectacle. 

## Analyses
Ce livre a été assez peu commenté. André Maurois en a rédigé une préface. Roger Nimier en a dit du bien, en quelques lignes. Deux articles consacré aux essais de Marcel Aymé dans les Cahiers de la SAMA ont apporté quelques éléments (Cahier Marcel Aymé n°27, 2009, "Marcel Aymé essayiste"; N°29 , 2010,"Les cinq tentations de Marcel Aymé").